# Samtens
Samtens er en by og kommune i det nordøstlige Tyskland, beliggende under Landkreis Vorpommern-Rügen på øen Rügen. Landkreis Vorpommern-Rügen ligger i delstaten Mecklenburg-Vorpommern.
Samtens er beliggende ca. 20 km nordøst for Stralsund og ca. 10 km sydvest for Bergen auf Rügen.

## Landsbyer og bebyggelser
| - Samtens - Berglase - Dönkvitz - Frankenthal - Muhlitz | - Natzevitz - Negast - Sehrow - Stönkvitz - Tolkmitz |